# Max Syring
Max Franz Syring (* 20. August 1908 in Reuden bei Zerbst; † 14. April 1983 in Hamburg) war ein deutscher Langstreckenläufer. Sein größter Erfolg war der Gewinn der Bronzemedaille im 10.000-Meter-Lauf bei den Europameisterschaften 1938.

## Karriere
Max Syring begann seine Karriere beim Turnverein Reuden, für den er bis 1929 antrat. 1929 gewann er bei den Meisterschaften der Deutschen Turnerschaft den 5000-Meter-Lauf. 1930 wechselte er zum KTV Wittenberg und verteidigte seinen Meistertitel der Deutschen Turnerschaft. 1931 wurde er erstmals 5000-Meter-Meister der Deutschen Sportbehörde für Leichtathletik, des Vorgängerverbandes des DLV. Nachdem er im September den deutschen Rekord im 10.000-Meter-Lauf auf 31:26,8 min gesteigert hatte, verbesserte er am 1. Oktober 1931 den deutschen Rekord über 5000 Meter auf 14:49,6 min. Damit war Syring der erste Deutsche, der die 5000 Meter unter 15 Minuten lief.

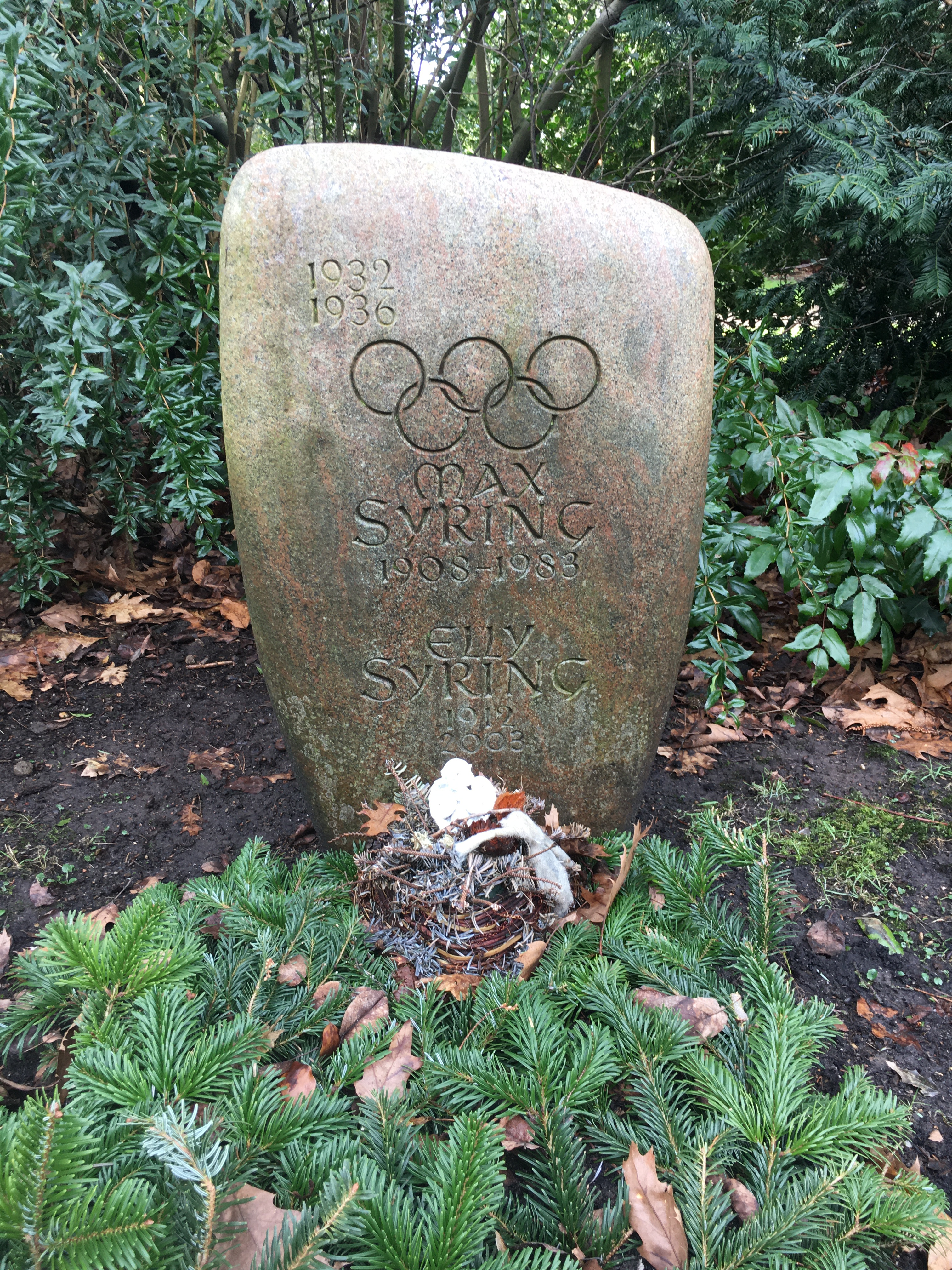
Grabstätte auf dem Friedhof Ohlsdorf

1932 gewann er bei den Deutschen Leichtathletik-Meisterschaften sowohl über 10.000 als auch über 5000 Meter. Nach diesem Erfolg fuhr er zu den Olympischen Spielen 1932 nach Los Angeles. Über 10.000 Meter wurde er in 31:35,0 min Fünfter. Fünf Tage später wurde er in 14:59,0 min Sechster über 5000 Meter.
In den folgenden Jahren war Syring der stärkste deutsche Langstreckenläufer, bis 1939 gewann er jedes Jahr mindestens einen Meistertitel. Bei den Europameisterschaften 1934 in Turin gab er dagegen über 10.000 Meter auf und bei den Olympischen Spielen 1936 in Berlin schied er im Vorlauf über 5000 Meter aus. Erst bei den Europameisterschaften 1938 in Paris konnte er eine internationale Medaille gewinnen. In 30:57,8 min belegte er den dritten Platz über 10.000 Meter hinter dem Finnen Ilmari Salminen und dem Italiener Giuseppe Beviacqua.
Syring startete auch während des Zweiten Weltkriegs für den KTV Wittenberg und wurde 1943 letzter 5000-Meter-Meister vor dem Kriegsende. Ab 1946 war er für die SG Wittenberg aktiv, später für die SG Lokomotive Wittenberg. Noch 1952 wurde Syring bei den DDR-Meisterschaften Dritter über 5000 und Zweiter über 10.000 Meter.
Syring wurde während seiner gesamten Karriere von Arthur Lambert trainiert. Ab 1953 arbeitete Syring als Trainer beim SC Lokomotive Leipzig, wo er unter anderem Klaus Richtzenhain betreute. Nach 1956 siedelte Syring nach Hamburg über, wo er als kaufmännischer Angestellter arbeitete und in seiner Freizeit eine Läuferabteilung beim Hamburger SV aufbaute.
Max Syring war mit Elly, geborene Zätsch, verheiratet und hatte zwei Söhne. Seine Mannschaftskameraden Walter Schönrock und Karl-Heinz Becker waren seine Schwäger. Bei einer Körpergröße von 1,70 m betrug sein Wettkampfgewicht 60 kg.
Er verstarb im Alter von 74 Jahren und wurde auf dem Friedhof Ohlsdorf beigesetzt. Die Grabstätte im Planquadrat Bi 64 liegt südöstlich von Kapelle 12.

## Deutsche Meistertitel
- 5000 Meter: 1932, 1934, 1935, 1937, 1938, 1942, 1943 sowie fünf zweite Plätze
- 10.000 Meter: 1932, 1933, 1934, 1936, 1939, 1941
- Waldlauf: 1934, 1935, 1936 sowie die Mannschaftswertung 1936
- 4 × 1500 Meter: 1936, 1937

## Bestzeiten
- 1500 Meter: 3:57,5 min (1941)
- 3000 Meter: 8:22,6 min (1939)
- 5000 Meter: 14:29,0 min (1939)
- 10.000 Meter: 30:06,6 min (1940)